# Adam Thirlwell

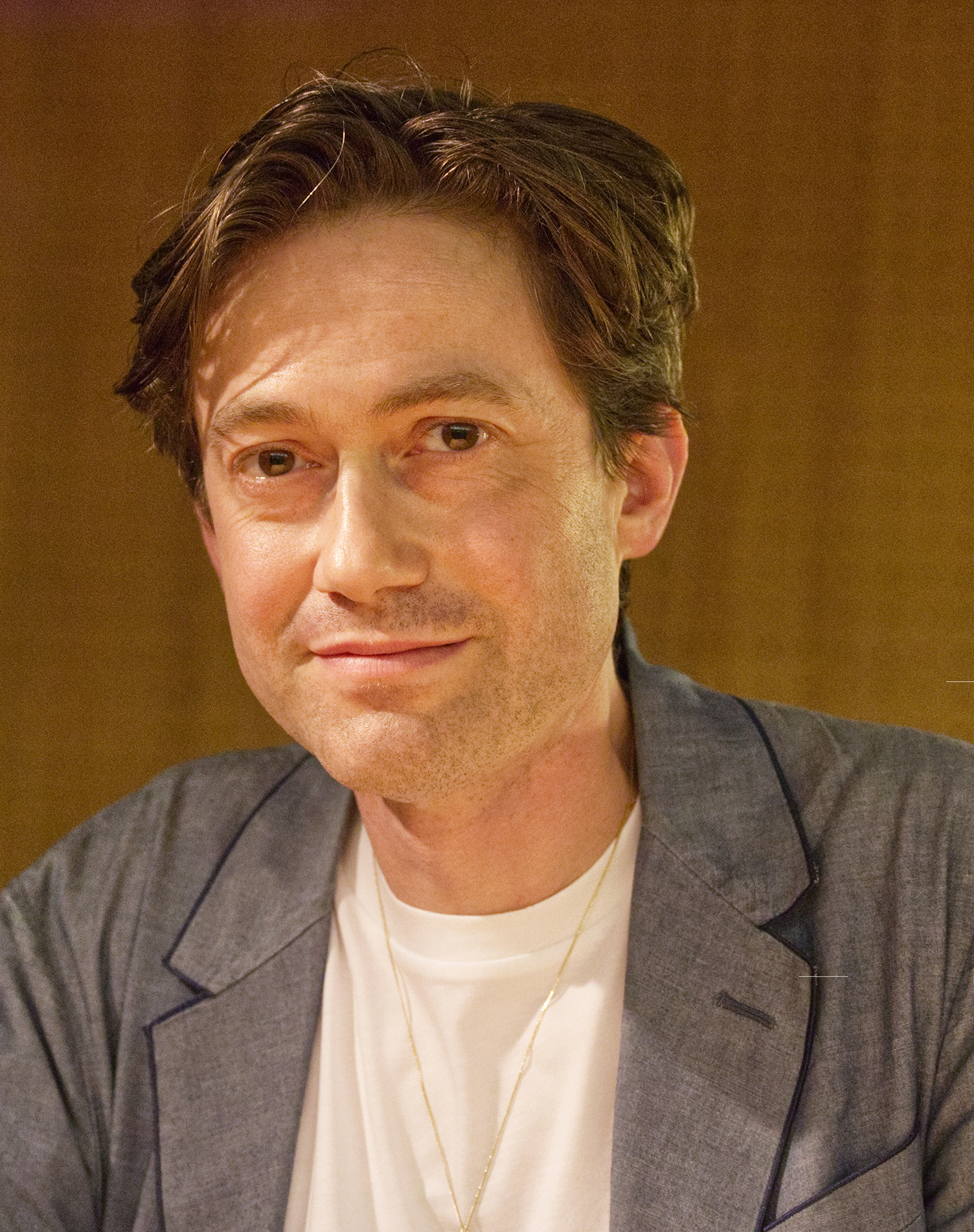
Adam Thirlwell

Adam Thirlwell (geboren 22. August 1978 in London) ist ein britischer Schriftsteller und Literaturwissenschaftler.

## Leben
Thirlwell wurde an der privaten Haberdashers' Aske's Boys' School in Elstree ausgebildet und ging dann zum Studium der Englischen Sprache an das New College in Oxford. Dort wurde er verschiedentlich für seine Essays ausgezeichnet und erreichte ein hervorragendes Abschlussexamen. Anschließend wurde er zum Fellow des All Souls College in Oxford gewählt. In dieser Zeit war er Mitherausgeber der britischen Literaturzeitschrift Areté. 2011 war er Samuel-Fischer-Gastprofessur für Literatur an der Freien Universität Berlin.
Sein erster Roman aus dem Jahre 2003, Politics erregte Aufsehen und wurde im Jahre 2004 in Deutschland verlegt. Seine Sammlung von Zitaten aus anderen Büchern Miss Herbert war hingegen bei britischen Kritikern umstritten. Sein 2015er Roman Lurid & Cute ist für den Goldsmiths Prize nominiert worden.

## Ehrungen und Auszeichnungen
- 2003 und 2013: Granta Award Best of Young British Novelists.
- 2008: Somerset Maugham Award für Miss Herbert.

## Werke
- Politics: A Novel. Fourth Estate, New York City, USA 2003, ISBN 0-00-716366-5.
  - Strategie. Roman, S. Fischer Verlag, Frankfurt am Main 2004, ISBN 3-10-080048-6.
- Miss Herbert oder The Delighted States: a Book of Novels, Romances, & Their Unknown Translators, Containing Ten Languages, Set on Four Continents, & Accompanied by Maps, ...& a Variety of Helpful Indexes, Jonathan Cape, London 2007.
  - Der multiple Roman. Vergangene und zukünftige Abenteuer der Romankunst verortet auf fast allen Kontinenten, in zehn Sprachen & mit einem gigantischen Ensemble von Schriftstellern, Übersetzern und anderen Phantasiewesen. Übersetzung Hannah Arnold. S. Fischer, Frankfurt am Main 2013, ISBN 978-3-10-080049-7.
- The Escape : a novel in five parts. London : Vintage Books, 2010
  - Flüchtig: Roman. S. Fischer Verlag, Frankfurt am Main 2010, ISBN 978-3-10-080050-3.
- Kapow!. London, Visual Editions 2012, ISBN 978-0-9565692-3-3.
- Lurid and Cute. Farrar, Straus & Giroux, New York City, USA 2015, ISBN 978-0-374-29225-6[2]
  - Grell & Süß. Roman. Übersetzung Tobias Schnettler. S. Fischer Verlag, Frankfurt am Main, 2015